# 巨蟹座55c
巨蟹座55c是一颗环绕巨蟹座55A运转的系外行星，轨道周期为44.34地球日。它是距离其中央恒星第三近的行星，其质量接近于土星。该行星于2002年6月13日被发现。

## 发现
和大多数系外行星一样，科学家是通过测定由于行星引力引起的恒星视向速度而发现这颗行星的，而其视向速度的测定则是通过精确测定其中央恒星的光谱的多普勒频移得出的。而之前，科学家已经在该系统中发现了一颗行星（巨蟹座55b），但是即使抵消掉这颗行星引力引起的扰动，该恒星仍然会出现视向速度位移。
2002年，进一步的探测发现在距中央恒星5天文单位远的轨道上存在着一颗长周期行星。但是即使摒除了这两颗行星的影响，中央恒星仍然存在周期为43地球日的扰动现象。由于该周期接近于巨蟹座55A的自转周期，所以这种现象更可能是由恒星自转而非行星的引力扰动造成的。尽管如此，在同一份报告中，科学家宣布发现了巨蟹座55d和巨蟹座55c。
2004年，科学家又发现了位于内层的行星巨蟹座55e，该发现支持了之前所述的扰动现象是由行星引起的假说。对其中央恒星进行的长达11年的观测并没有发现与上述视向速度位移周期相吻合的恒星活动；同时进一步的观测表明该位移周期在很长一段时间内都是稳定的，这与引起视向速度位移的恒星活动假说不相符合。而且视向速度位移的幅度较大，无法为巨蟹座55A不大活跃的光球层活动所解释。

## 轨道和质量
在巨蟹座55行星系统中，迄今为止已经发现了5颗行星。在5颗行星中，巨蟹座55c的轨道属于轻度偏心轨道：其远拱点较之近拱点远了19%。该行星的轨道周期要长于热木星，但是其轨道与巨蟹座55A的距离还要小于水星与太阳的距离。模拟表明该行星与巨蟹座55b并没有处于事实上的轨道共振关系，不过两者的轨道周期比却十分接近于3:1的比值。
由于视向速度法的局限性，科学家只能据此得知该行星的质量下限。哈勃空间望远镜所作的天体测量表明这颗行星与天球切面的夹角约为53°。 科学家预测该行星系中的各行星的轨道是共面的。如果此预测无误，那么该行星的真实质量就为0.21倍木星质量。

## 物理特性
由于科学家只能间接地探测该行星，所以至今还不知道其半径、物质构成和表面温度。该行星质量接近土星，所以它可能属于类木行星，从而并不拥有固体表面。